# Chris Irwin
Christopher Frank Stuart Irwin (ur. 27 czerwca 1942 w Londynie) – były brytyjski kierowca wyścigowy.

## Życiorys
Irwin rozpoczął ściganie się we wczesnych latach 60. W 1966 roku z sukcesami ścigał się w Formule 3 w zespole Chequered Flag.
W tym samym roku zadebiutował w Formule 1 w zespole Brabham, kończąc Grand Prix Wielkiej Brytanii na siódmym miejscu. W 1967 roku ścigał się samochodami BRM i Lotus w zespole Reg Parnell Racing. Ukończył Grand Prix Francji 1967 na piątym miejscu, uzyskując dwa punkty. BRM planowało zatrudnić go jako fabrycznego kierowcę na sezon 1968.
W maju 1968 Irwin miał bardzo poważny wypadek podczas treningów do wyścigu 1000km Nürburgring. Odniósł poważne obrażenia głowy, zaczął mieć także ataki epilepsji. Na skutek tego wycofał się ze sportów motorowych.
Mieszka w Rutland.

## Wyniki w Formule 1
| Legenda oznaczeń w tabelach wyników Wyświetl szablon na nowej stronie | Legenda oznaczeń w tabelach wyników Wyświetl szablon na nowej stronie                                                                     |
| Oznaczenie                                                            | Wyjaśnienie |
| --------------------------------------------------------------------- | --- |
| Złoty                                                                 | Zwycięzca lub mistrzostwo |
| Srebrny                                                               | 2. miejsce lub wicemistrzostwo |
| Brązowy                                                               | 3. miejsce lub II wicemistrzostwo |
| Zielony                                                               | Ukończył, punktował (w klasyfikacji generalnej, gdy zdobył co najmniej jeden punkt na przestrzeni sezonu, poza trzema powyższymi opcjami) |
| Niebieski                                                             | Ukończył, nie punktował (w klasyfikacji generalnej, gdy nie zdobył co najmniej jednego punktu na przestrzeni sezonu)                      |
| Czerwony                                                              | Nie zakwalifikował się (NZ) |
| Czerwony                                                              | Nie prekwalifikował się (NPK) |
| Różowy                                                                | Nie ukończył (NU) |
| Różowy                                                                | Niesklasyfikowany (NS) (w klasyfikacji generalnej, gdy nie został sklasyfikowany w żadnym wyścigu sezonu)                                 |
| Czarny                                                                | Zdyskwalifikowany (DK) |
| Czarny                                                                | Wykluczony (WYK/EX) |
| Biały                                                                 | Nie wystartował (NW) |
| Biały                                                                 | Kontuzjowany (K/INJ) |
| Biały                                                                 | Wyścig odwołany (OD/C) |
| Bez koloru                                                            | Został wycofany (WYC/WD) |
| Bez koloru                                                            | Nie przybył (NP/DNA) |
| Bez koloru                                                            | Nie brał udziału w treningach (NT/DNP) |
| Bez koloru                                                            | Nie został zgłoszony (–) |
| Pogrubienie                                                           | Start z pole position |
| Kursywa                                                               | Najszybsze okrążenie wyścigu |
| †                                                                     | Nie ukończył, ale jego rezultat został zaliczony ze względu na przejechanie więcej niż 90% dystansu wyścigu.                              |
| *                                                                     | Sezon w trakcie |
| 1/2/3                                                                 | Punktowana pozycja w sprincie kwalifikacyjnym                                                                                             |
| Lista systemów punktacji Formuły 1                                    | |

| Rok  | Zespół                      | Samochód     | Silnik    | Wyniki w poszczególnych eliminacjach | Wyniki w poszczególnych eliminacjach | Wyniki w poszczególnych eliminacjach | Wyniki w poszczególnych eliminacjach | Wyniki w poszczególnych eliminacjach | Wyniki w poszczególnych eliminacjach | Wyniki w poszczególnych eliminacjach | Wyniki w poszczególnych eliminacjach | Wyniki w poszczególnych eliminacjach | Wyniki w poszczególnych eliminacjach | Wyniki w poszczególnych eliminacjach | Pkt. | Msc. |
| ---- | --------------------------- | ------------ | --------- | ------------------------------------ | ------------------------------------ | ------------------------------------ | ------------------------------------ | ------------------------------------ | ------------------------------------ | ------------------------------------ | ------------------------------------ | ------------------------------------ | ------------------------------------ | ------------------------------------ | ---- | ---- |
| 1966 | Brabham Racing Organisation | Brabham BT11 | Climax R4 | MCO -                                | BEL -                                | FRA -                                | GBR 7                                | NLD -                                | DEU -                                | ITA -                                | USA -                                | MEX -                                |                                      |                                      | 0    | 21   |
| 1967 | Reg Parnell Racing          | Lotus 25     | BRM V8    | ZAF -                                | MCO -                                | NLD 7                                |                                      |                                      |                                      |                                      |                                      |                                      |                                      |                                      | 2    | 16   |
| 1967 | Reg Parnell Racing          | BRM P261     | BRM V8    |                                      |                                      |                                      | BEL NU                               |                                      | GBR 7                                |                                      |                                      |                                      |                                      |                                      | 2    | 16   |
| 1967 | Reg Parnell Racing          | BRM P83      | BRM H16   |                                      |                                      |                                      |                                      | FRA 5                                |                                      | DEU 9                                | CND NU                               | ITA NU                               | USA NU                               | MEX NU                               | 2    | 16   |